# Hooverphonic
Hooverphonic je belgická rock/popová formace založená v roce 1995.
Ačkoliv byla původně zařazena jako trip hopová skupina, skupina velmi rychle rozšířila záběr tak, že již nemůže být kategorizována do jedné kategorie. Skupina se původně jmenovala Hoover, avšak po zjištění že již několik kapel s tímto názvem existuje, rozhodli se přejmenovat na Hooverphonic.
Dne 10. října 2008 oznámila Geike Arnaert, že na konci roku skupinu opustí. Zpěvačka, která ve skupině působila od roku 1998, s Hooverphonic odehrála poslední koncert 13. prosince 2008 v ruském Jekatěrinburgu. Poté se vydala na sólovou dráhu.
Náhradu za Geike skupina oznámila 4. prosince 2010 v pořadu De Laatste Show na stanici VRT. Stala se jí Noémie Wolfs, která působila ve skupině do března roku 2015, kdy oznámila svůj odchod.
V dubnu roku 2018 se novou zpěvačkou skupiny stala Luka Cruysberghs, která rok předtím zvítězila v pěvecké soutěži The Voice van Vlandeeren (Hlas Flander). 9. listopadu 2020 byla Luka Cruysberghs z kapely náhle vyhozena, aby uvolnila místo pro návrat Geike Arnaert. Ve stejný den také vydala novou verzi písně Mad About You k 20. výročí jejího vzniku.
V roce 2021 skupina reprezentovala Belgii ve finále Eurovision Song Contest 2021.

## Diskografie

### Studiová alba
- 1997: A New Stereophonic Sound Spectacular
- 1998: Blue Wonder Power Milk
- 2000: The Magnificent Tree
- 2002: Hooverphonic Presents Jackie Cane
- 2005: No More Sweet Music/More Sweet Music (2CD)
- 2007: The President of the LSD Golf Club
- 2010: The Night Before
- 2013: Reflection
- 2016: In Wonderland
- 2018: Looking For Stars
- 2021: Hidden Stories

### Ostatní alba
- 1998: Battersea (EP)
- 2003: Sit Down and Listen to Hooverphonic (živé album)
- 2006: Singles '96 - '06 (kompilace)
- 2012: Hooverphonic with orchestra (kompilace)
- 2012: Hooverphonic with orchestra live (živé album)
- 2016: The Best of Hooverphonic (kompilace)